# Басаев, Ширвани Салманович
Ширвани Салманович Басаев (чечен. Баси Салмани воӀ Ширвани, Basi Salmani voj Şirvani; 11 июня 1968, Дышне-Ведено, ЧИАССР) — чеченский военный и государственный деятель. Министр топлива и энергетики Ичкерии, участник обеих чеченских войн за независимость от России. Бригадный генерал и начальник штаба армии Ичкерии. Младший брат Шамиля Басаева.

## Биография
Ширвани Салманович Басаев родился 11 июня 1968 года в селе Дышне-Ведено Веденского района ЧИАССР. Отец — чеченец Салман Исрапилович Басаев погиб в бою с российскими войсками, мать — чеченка Нура Басаева. Вся семья Басаевых погибла в обеих чеченских войнах, за исключением самого Ширвани.
Являлся одним из самых известных командиров ЧРИ. Дослужился до звания бригадного генерала. 
Позывные — Беркут, Расул, прозвище — рыжий Ширвани. 
Был награждён высшей наградой Ичкерии орденом: «Къоман сий» («Честь нации»).
Командовал отрядами чеченских сепаратистов в Веденском, Ножай-Юртовском и Шатойском районах, совершал дерзкие нападения на федеральные войска в своей зоне, в том числе на военную комендатуру в Ведено в 2001 году.
Вместе со своим братом Шамилем он участвовал во всех политических и военных процессах в Чечне и на Кавказе, которые начались в 1990-е годы:
— В августе-ноябре 1991 года рыжий Ширвани принимал активное участие в событиях "чеченской революции"; 
— 5 октября 1991 года участвовал в захвате здания КГБ Чечено-Ингушской АССР;
— В августе 1992 года Басаев младший участвовал в качестве добровольца в грузино-абхазском конфликте на абхазской стороне;
— В 1994—1996 годах Ширвани принимал участие в Первой чеченской войне;
— В 1994 году — командир взвода "специальных операций" "Абхазского батальона" Вооружённых сил ЧРИ (батальон чеченских добровольцев, принимавших участие в грузино-абхазской войне 1992-1993 годов);
— В 1995 году комендант села Бамут;
— 27 ноября 1995 года Джохар Дудаев назначил его главой администрации Веденского района (вместо Битимирова);
— В 1995 году Ширвани участвовал в переговорах во время рейда на Будённовск его брата Шамиля. Выступал в роли переговорщика с федеральными силами;
— В 1996 году был членом делегации Ичкерии на переговорах с федеральным центром в Назрани, Хасавюрте и в Москве;
— В 1998 году назначен министром топлива и энергетики Чеченской Республики Ичкерия;
— В марте 1998 года президент нефтяной компании «ЮНКО»;
— С августа 1999 года Ширвани принял участие во вторжении чеченских боевиков в Дагестан;
— С 1999 года Ширвани Басаев участвовал во второй чеченской войне в должности начальника штаба армии Ичкерии. 
Ширвани неоднократно был на грани смерти и получал множество ранений, а по данным российских спецслужб, несколько раз сообщалось о его гибели. В 2000 году появились слухи о том, что Ширвани Басаев убит, однако это не было подтверждено. По некоторым данным, после серьёзного ранения он был срочно эвакуирован в Турцию для лечения примерно в 2002 году.
По словам главы Чечни Рамзана Кадырова, Ширвани проживает на территории Турции.